# Дзалабет
Дзалабет (осет. Дзалабет, груз. ჯალაბეთი Джалабети) — село в Закавказье, расположено в Дзауском районе Южной Осетии, фактически контролирующей его; согласно юрисдикции Грузии — в Сачхерском муниципалитете края Имеретия.
Село находится на крайнем западе Дзауского района Южной Осетии, к северо-востоку от села Переу и Синагур и к северу от сёл Нижний Карзман и Верхний Карзман.

## Население
Село населено осетинами.

## Топографическая карта
Лист карты K-38-52 Джава. Масштаб: 1 : 100 000. Состояние местности на 1987 год. Издание 1989 г.